# 布斯班薩
布斯班薩是哥倫比亞的城鎮，位於該國東北部，由博亞卡省負責管轄，距離索加莫索25公里，始建於1602年，面積25平方公里，海拔高度2,460米，2005年人口875。
5°49′N 72°52′W / 5.817°N 72.867°W